# Ateryna atlantycka
Ateryna atlantycka, smugobok (Atherina hepsetus) – gatunek ryby aterynokształtnej z rodziny aterynowatych (Atherinidae).

## Występowanie
Wschodni Atlantyk, Hiszpania i Maroko, Madera i Wyspy Kanaryjskie oraz zachodnia część Morza Śródziemnego, oraz Adriatyk i Morze Czarne.
Żyje w ławicach przy powierzchni, często blisko brzegu. Spotykana w lagunach (Francja) i ujściach rzek (Portugalia).

## Cechy morfologiczne
Osiąga 15, maksymalnie 20 cm długości.

## Odżywianie
Żywi się widłonogami i skorupiakami.

## Rozród
We Francji trze się od I do IV.

## Znaczenie
Ma duże znaczenie w rybołówstwie.